# Petershagen-Eggersdorf
Petershagen-Eggersdorf là một đô thị thuộc huyện Märkisch-Oderland, bang Brandenburg, Đức.

## Thành phố kết nghĩa
- Petershagen (North Rhine-Westphalia, Đức) -- since 1990